# Višnjevo, Plav
Višnjevo este un sat din comuna Plav, Muntenegru. Conform datelor de la recensământul din 2003, localitatea are 86 de locuitori (la recensământul din 1991 erau 198 de locuitori).

## Demografie
În satul Višnjevo locuiesc 55 de persoane adulte, iar vârsta medie a populației este de 31,1 de ani (30,7 la bărbați și 31,5 la femei). În localitate sunt 17 gospodării, iar numărul mediu de membri în gospodărie este de 5,06.
Populația localității este foarte eterogenă.
|  |

| Demografie | Demografie | Demografie |
| An         | Locuitori  | Locuitori  |
| ---------- | ---------- | ---------- |
|            |            |            |
|            |            |            |
|            |            |            |
|            |            |            |
| 1948       | 198        |            |
| 1953       | 193        |            |
| 1961       | 190        |            |
| 1971       | 216        |            |
| 1981       | 246        |            |
| 1991       | 198        | 101        |
| 2003       | 190        | 86         |

| \| Componența etnică conform recensământului din 2003[2] \| Componența etnică conform recensământului din 2003[2] \| Componența etnică conform recensământului din 2003[2] \| Componența etnică conform recensământului din 2003[2] \| Componența etnică conform recensământului din 2003[2] \| \| ----------------------------------------------------- \| ----------------------------------------------------- \| ----------------------------------------------------- \| ----------------------------------------------------- \| ----------------------------------------------------- \| \| \| \| \| \| \| \| Albanezi \| Albanezi \| \| 51 \| 59,3% \| \| Bosniaci \| Bosniaci \| \| 28 \| 32,55% \| \| necunoscută \| necunoscută \| \| 0 \| 0% \| |             |  |    |        |
| Componența etnică conform recensământului din 2003 |             |  |    |        |
| |             |  |    |        |
| Albanezi | Albanezi    |  | 51 | 59,3%  |
| Bosniaci | Bosniaci    |  | 28 | 32,55% |
| necunoscută | necunoscută |  | 0  | 0%     |